# Кириченко Олег Ілліч
Олег Ілліч Кириченко (1 липня 1927, Лубни — 11 травня 2000, Київ) — інженер-проектувальник, фахівець з водопостачання та каналізації, був учасником громадської організації Академія будівництва України.

## Біографія
Народився 1 липня 1927 року в Лубнах. В 1949 році закінчив Київський інженерно-будівельний інститут.
У 1949—1950 роках працював виконробом «Донбасводотресту», в 1950—1956 роках служив в ВМФ СРСР. В 1956—1957 роках працював в інституті «Київпроект», в 1957—1961 роках в Інституті загальної та неорганічної хімії АН УРСР, в 1961—1962 роках був у службовому відрядженні до В'єтнаму, де займався питаннями водопостачання.
З 1962 року — головний спеціаліст, головний інженер відділу, начальник інженерного відділу інституту «Київпроект». За час роботи в ньому брав особисту участь та керував проектними роботами по багатьох об'єктах водопостачання і каналізації Києва. Це:
- Дніпровська водонапірна станція;
- Деснянська водонапірна станція (друга черга);
- артезіанське водопостачання;
- озонаторна станція Дніпровського водогону та інші.

У 1989 року йому присвоєне почесне звання «Заслужений будівельник УРСР».

Могила Олега Кириченка

Помер 11 травня 2000 року. Похований в Києві на Лук'янівському цвинтарі поруч з батьком Кириченком І. М. (ділянка № 20, ряд 14, місце 40).

## Праці
Олег Кириченко автор ряду наукових праць та статей в наукових журналах. Серед них:
- «Станция озонирования воды в Киеве», журнал «Водоснабжение и санитарная техника» № 11, 1976;
- «Прокладка водопроводів великих діаметрів в щитових колектоних тонелях»;
- «Міське господарство України» № 3, 1995;
- «Основные правила пользования водопроводной и канализационной сетью», 1954.